# Gemeindeschulhaus Zofingen
Das Gemeindeschulhaus Zofingen ist ein historisches Schulgebäude in Zofingen im Kanton Aargau in der Schweiz. Es gilt als Kulturgut von nationaler Bedeutung.

## Lage
Das Gemeindeschulhaus steht an der General-Guisan-Strasse 14 in unmittelbarer Nähe der Altstadt auf einem Promenadengürtel, der ab 1819 im Zug des Abrisses der Stadtbefestigung errichtet wurde.

## Beschreibung

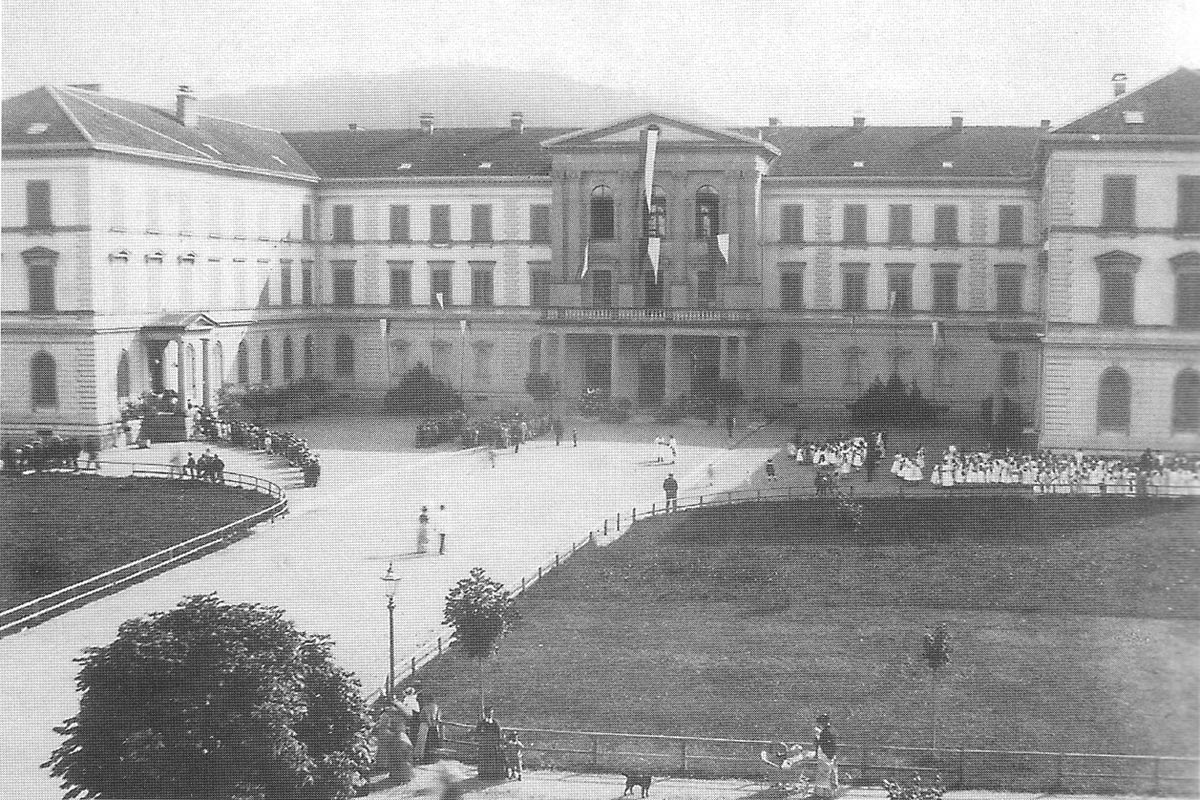
Gemeindeschulhaus Zofingen (1890)

Das Gemeindeschulhaus wurde im Neurenaissancestil erbaut. Es nimmt Bezug auf das Hauptgebäude der ETH Zürich und dessen Erbauer Gottfried Semper. Der Grundriss verfügt über drei Flügel. Die Kopfpartien sind würfelförmig leicht abgesetzt. Der Hof öffnet sich in Richtung der Altstadt. Der Mittelrisalit mit Tempelfront mit dem Haupteingang liegt auf einer Linie mit einer Bresche, die zu diesem Zweck in die Ringmauerbebauung gehauen wurde.
Auch die Aula des Gemeindeschulhauses verfügt über deutliche Bezüge zu derjenigen der ETH. Sie wurde mit Dekorationsmalereien von Hans Wildermuth ausgestattet.

## Geschichte
Geplant wurde das Gemeindeschulhaus vom 1872 verstorbenen Architekten Felix Wilhelm Kubly. Ausgeführt wurde das Bauvorhaben in den Jahren 1873–1876 von Johann Jakob Breitinger. Es handelte sich um das grösste Bauprojekt Zofingens im 19. Jahrhundert. Das Gebäude gilt als eines der monumentalsten Schulgebäude der Schweiz. Es wird für die Primar-, die Sekundar- und die Realschule genutzt. Im ehemaligen Kohlekeller untergebracht ist der Kleinkunstveranstalter Kleine Bühne Zofingen.